# Rhodalia miranda
Rhodalia miranda är en nässeldjursart som beskrevs av Ernst Haeckel 1888. Rhodalia miranda ingår i släktet Rhodalia och familjen Rhodaliidae. Inga underarter finns listade i Catalogue of Life.